# Тарнавка-Тартак
Тарнавка-Тартак (пол. Tarnawatka-Tartak) — село в Польщі, у гміні Тарнаватка Томашівського повіту Люблінського воєводства.
Розташоване на Закерзонні (в історичному Надсянні).
Населення — 733 особи (2011).

## Історія
Первісним населенням Тарнаватки-Тартаку були русини-лемки, які компактно проживали на своїх історичних землях. 
У 1975-1998 роках село належало до Замойського воєводства.

## Демографія
Демографічна структура станом на 31 березня 2011 року:
|          | Загалом | Допрацездатний вік | Працездатний вік | Постпрацездатний вік |
| -------- | ------- | ------------------ | ---------------- | -------------------- |
| Чоловіки | 385     | 79                 | 262              | 44                   |
| Жінки    | 348     | 72                 | 208              | 68                   |
| Разом    | 733     | 151                | 470              | 112                  |